# Farensted Kirke
Farensted Kirke (på dansk også Bøglund Kirke, på tysk Kirche zu Fahrenstedt) er en landsbykirke i Nørre Farensted i Bøglund Kommune i det sydlige Angel (Sydslesvig). Kirken er beliggende ved Vedelbæk (Vedelspang Å), der har via Fysing Å afløb i Slien og ved en gammel handelsvej, der førte fra Slesvig by til Strukstrups herredskirke. Området hed tidligere Farnstedmark (nu Nørre- og Sønder Farensted).
Kirken er opført i romansk stil af rå kampesten. Efter kirken i Stolk blev nedbrudt, blev en del af materialerne i 1623 anvendt til udvidelse af Farensted Kirke.Fra Stolk Kirke stammer formodentlig også en sten med billedet af en lindorm, hvilket skulle have forbindelse med lindormen under Lindebjerget, fordi ormen skulle nedmanes her for ikke at skade kirken i Stolk.
I 1623 blev den vestlige gavl beklædt med kvadersten af granit. Et lighus kom foran den nordlige indgangsdør. Indvendig har kirken træloft. Den smuk udskårne prædikestol fra 1604 og den ligeledes af træ udskårne døbfont med tilhørende himmel fra 1615 er skænket af familien Clemensen på Farenstedgaard. Altertavlen er fra 1763. Kirken har hverken tårn eller spir. Klokken hænger i stedet i en klokkestabel på kirkengården. På denne findes også et mindemærke over faldne soldater fra 1850 fra den 1. Slesvigske krig.
Kirken er sognekirke for hele Farensted Sogn bestående af Bøglund, Stolk og Sønder Farensted kommuner. Menigheden i Bøglund blev i 1900-tallet sammenlagt med menigheden i Ølsby og består nu af to kirker, Farensted og Ølsby Kirke. Den hører til Slesvig-Flensborgs kirkekreds i den nordtyske evangelisk-lutherske landskirke.
- Kirken med tilhørende klokkestabel
- Tympanon i sydmuren
- Kirkens indre
- Alter fra 1607
- Danske og tyske soldatergrave på kirkegården